# Берньєр-ле-Патрі
Берньє́р-ле-Патрі́ (фр. Bernières-le-Patry) — колишній муніципалітет у Франції, у регіоні Нормандія, департамент Кальвадос. Населення — 566 осіб (2011).
Муніципалітет був розташований на відстані близько 230 км на захід від Парижа, 50 км на південний захід від Кана.

## Історія
До 2015 року муніципалітет перебував у складі регіону Нижня Нормандія. Від 1 січня 2016 року належав до нового об'єднаного регіону Нормандія.
1 січня 2016 року Берньєр-ле-Патрі, Бюрсі, Шендолле, Ле-Дезер, Естрі, Моншам, П'єрр, Прель, Ла-Рок, Рюллі, Сен-Шарль-де-Персі, Ле-Тей-Бокаж, Вассі i В'єссуа було об'єднано в новий муніципалітет Вальдальєр.

## Демографія
Динаміка населення (EHESS і Insee ):
Розподіл населення за віком та статтю (2006):
| Стать | Всього | До 15 років | 15-24 | 25-44 | 45-64 | 65-85 | Понад 85 |
| --- | ------ | ----------- | ----- | ----- | ----- | ----- | -------- |
| Чоловіки | 256    | 40          | 32    | 72    | 64    | 44    | 4        |
| Жінки | 296    | 68          | 44    | 76    | 56    | 44    | 8        |
| \| Статево-вікова піраміда \| Статево-вікова піраміда \| Статево-вікова піраміда \| \| ----------------------- \| ----------------------- \| ----------------------- \| \| Чоловіки \| Вік \| Жінки \| \| 4 \| 85 + \| 8 \| \| 0 \| 80-84 \| 4 \| \| 12 \| 75-79 \| 12 \| \| 20 \| 70-74 \| 12 \| \| 12 \| 65-69 \| 16 \| \| 0 \| 60-64 \| 16 \| \| 24 \| 55-59 \| 16 \| \| 28 \| 50-54 \| 4 \| \| 12 \| 45-49 \| 20 \| \| 16 \| 40-44 \| 12 \| \| 24 \| 35-39 \| 36 \| \| 20 \| 30-34 \| 12 \| \| 12 \| 25-29 \| 16 \| \| 12 \| 20-24 \| 16 \| \| 20 \| 15-20 \| 28 \| \| 16 \| 10-14 \| 24 \| \| 4 \| 5-9 \| 24 \| \| 20 \| 0-4 \| 20 \| |        |             |       |       |       |       |          |
| Статево-вікова піраміда |        |             |       |       |       |       |          |
| Чоловіки | Вік    | Жінки       |       |       |       |       |          |
| 4 | 85 +   | 8           |       |       |       |       |          |
| 0 | 80-84  | 4           |       |       |       |       |          |
| 12 | 75-79  | 12          |       |       |       |       |          |
| 20 | 70-74  | 12          |       |       |       |       |          |
| 12 | 65-69  | 16          |       |       |       |       |          |
| 0 | 60-64  | 16          |       |       |       |       |          |
| 24 | 55-59  | 16          |       |       |       |       |          |
| 28 | 50-54  | 4           |       |       |       |       |          |
| 12 | 45-49  | 20          |       |       |       |       |          |
| 16 | 40-44  | 12          |       |       |       |       |          |
| 24 | 35-39  | 36          |       |       |       |       |          |
| 20 | 30-34  | 12          |       |       |       |       |          |
| 12 | 25-29  | 16          |       |       |       |       |          |
| 12 | 20-24  | 16          |       |       |       |       |          |
| 20 | 15-20  | 28          |       |       |       |       |          |
| 16 | 10-14  | 24          |       |       |       |       |          |
| 4 | 5-9    | 24          |       |       |       |       |          |
| 20 | 0-4    | 20          |       |       |       |       |          |

## Економіка
2010 року серед 353 осіб працездатного віку (15—64 років) 271 була активною, 82 — неактивними (показник активності 76,8%, у 1999 році було 67,0%). З 271 активної мешканців працювало 240 осіб (132 чоловіки та 108 жінок), безробітними було 31 (19 чоловіків та 12 жінок). Серед 82 неактивних 26 осіб було учнями чи студентами, 32 — пенсіонерами, 24 були неактивними з інших причин.

У 2010 році в муніципалітеті числилось 224 оподатковані домогосподарства, у яких проживали 579,0 особи, медіана доходів виносила 15 430 євро на одного особоспоживача